# Они жаждут
«Они жаждут» — роман ужасов американского писателя Роберта Маккаммона. Опубликован впервые в 1981 году. переиздан в 1991 году в твёрдой обложке. Книга описывает попытку вампиров под руководством принца тьмы захватить город Лос-Анджелес, принц планирует в дальнейшем захватить весь мир.
В 1992 году было объявлено о планах по созданию телефильма но в итоге фильм так и не был снят.
«Они жаждут» одна из самых ранних работ автора, однако он много лет намеренно не печатал её. Он заявлял, что это не потому что ему не нравится сам роман, но он считал, что роман не соответствует стандартам его более поздних работ.  
Роман получил смешанные отзывы критиков. Еженедельный журнал Publishers Weekly поместил положительный отзыв, расхвалив работу Маккамона.

## Описание сюжета
Пролог. Глухая венгерская деревушка Крайек. Мать Нина и сын Андре ожидают отца, который отправился в горы вместе с остальными жителями, чтобы устроить ловушку для вампиров. Эмиль (отец) возвращается через три дня, но ведёт себя странно. Догадавшись, что муж превратился в вампира, жена стреляет ему в лицо из ружья и вместе с сыном бежит из дома.
Проходит много лет. Мальчик Энди (Андре) Палатазин становится капитаном полиции Лос-Анджелеса. Его мать Нина недавно умерла, всю свою жизнь она была уверена в неминуемом возвращении вампиров. Отдел убийств выходит на след серийного убийцы Уолтера Бенфилда, по прозвищу Таракан, который убивает проституток. Вскоре, попав под зов вампиров, Бенфилд вместо того чтобы убивать проституток, отвозит их в замок Кронстина на поживу своему новому хозяину – принцу вампиров Конраду Вулкану. Повинуясь зову Вулкана, на службу к нему приходит безжалостный бандит-мотоциклист по прозвищу Кобра. Вампиры совершают налёты на кладбища, похищая гробы. Палатазин догадывается, кто стоит за этим. Его подозрения превращаются в уверенность, когда в одном из домов в трущобах он находит людей, завёрнутых в коконы. Будучи укушены вампирами, они неминуемо превратятся в новых вампиров. Палатазин понимает, что вампиры планируют захватить Лос-Анджелес (многомиллионный город, разделённый на районы, отрезанный горами и пустынями от всей страны, жителей которого в стране воспринимают как ненормальных), а потом возможно весь мир. Палатазин решает убить принца вампиров и призывает на помощь энергичного священника из трущоб отца Рамону Сильверу, но тот предпочитает заботиться о своей пастве. Начальство отправляет Палатазина в отпуск на две недели. Захваченный полицией Таракан с помощью магии Вулкана убегает из участка и переселяется в замок Кронстина.
Таинственный Владыка вручает Вулкану волшебную чашу, после чего небывалая песчаная буря захватывает город. Пользуясь этим, вампиры переходят к открытым действиям. Палатазин вместе с подростком Томми Чандлером, Сильвера вместе с актёром Вэсом отправляются в замок Кронстина, чтобы убить Вулкана. Узнав о приближении четырёх божьих воинов Владыка приказывает Вулкану бежать из города, но самовлюблённый Вулкан в гневе отрекается от Владыки, и тот покидает своего ученика. Вампиры берут в плен четвёрку воинов. Вулкан убивает Вэса, но тот перед смертью разбивает выстрелом волшебную чашу, и песчаная буря прекращается. Землетрясение разрушает замок и весь город, цунами затопляет образовавшуюся на месте города впадину, морская вода смертельна для вампиров. Вулкан превращается в огромную летучую мышь и улетает, но Сильвера вцепляется в него и, жертвуя собой, разбивается вместе с принцем тьмы. Большинство вампиров гибнет при землетрясении и соприкосновении с морской водой, а выжившие пытаются скрыться.    
Военным удаётся эвакуировать часть жителей города. Журналистка Гейл убегает из лагеря для эвакуированных. Она объясняет подобравшему её водителю (Таракану), что бежала, чтобы написать книгу-предупреждение о вампирах для людей. Таракан нападает на неё, говоря, что планирует найти других вампиров, организовать их и начать всё заново. Гейл удаётся сбросить маньяка в ров с гремучими змеями.